# Prem Soni
Prem Soni est un réalisateur et scénariste indien.

## Biographie
En 2013, Prem Soni réalise Ishkq in Paris avec Preity Zinta et Isabelle Adjani.

## Filmographie
- 2009 : Main Aurr Mrs Khanna
- 2013 : Ishkq in Paris